# Crambus occidentalis
Crambus occidentalis là một loài bướm đêm trong họ Crambidae.